# Teufelsinsel (Französisch-Guayana)
Die Teufelsinsel (französisch Île du Diable) liegt 13 km vor der Küste von Französisch-Guayana in Südamerika.

## Geographie
Die Teufelsinsel ist die kleinste, nördlichste und bekannteste der drei Îles du Salut. Sie gehört wie die übrigen Inseln der Gruppe zur Gemeinde Cayenne, der Hauptstadt von Französisch-Guayana, und darin zum Kanton Cayenne-1 Nord-Ouest. Sie erstreckt sich über eine Fläche von 14 Hektar und steigt bis zu 40 Meter Höhe an.
Auf der Insel befindet sich eine Radar- und Funkstation zur Überwachung der Raketenstarts vom Weltraumbahnhof Centre Spatial Guyanais der Europäischen Weltraumorganisation in Kourou.

## Geschichte
Ihre Nutzung als Strafkolonie für verurteilte Schwer- und Berufskriminelle zwischen 1852 und 1946 machte sie zur bekanntesten der Îles du Salut.

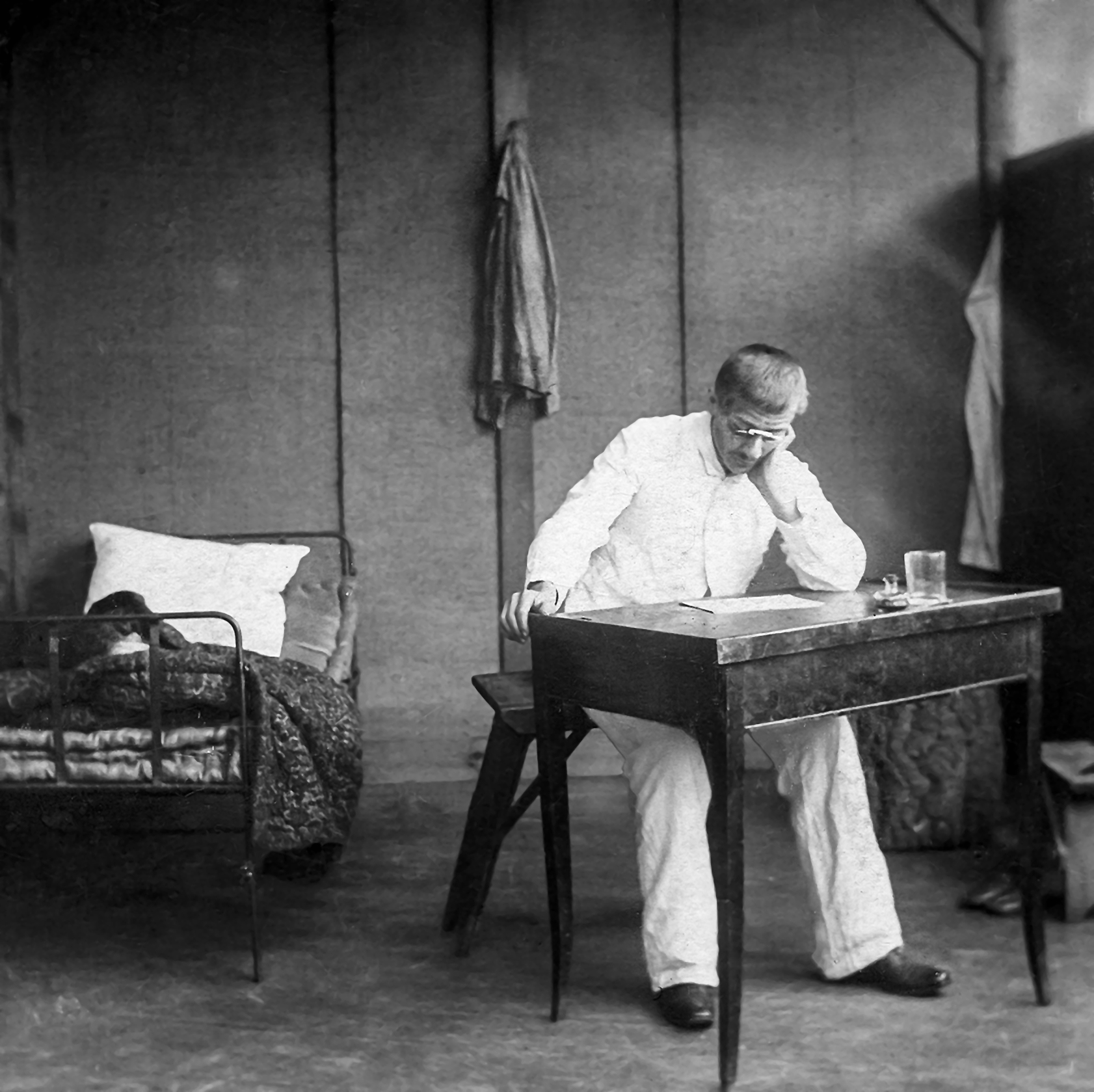
Alfred Dreyfus 1898 auf der Teufelsinsel

Der bekannteste Gefangene war der Artilleriehauptmann Alfred Dreyfus, der hier von 1895 bis 1899 inhaftiert war.
1933 eröffnete die Heilsarmee ihre Arbeit auf der Insel, unter anderem mit dem Ziel, die Schließung der Strafkolonie zu erreichen. Durch regelmäßige Berichte in den französischen Medien gelang es, die französische Öffentlichkeit über die unmenschlichen Bedingungen zu informieren und einen Meinungsumschwung in der Politik herbeizuführen. Dies führte zur Schließung der Strafkolonie und zur Rückführung der meisten Überlebenden nach Frankreich.
Der Dreyfus-Turm an der Küste trägt den Namen des berühmten Gefangenen.

## Sonstiges
- In Der Gefangene der Teufelsinsel (Prisoner of Honor, Großbritannien, 1991) wird die Affäre Dreyfus rekonstruiert. Im Film des Regisseurs Ken Russell spielen Richard Dreyfuss die Rolle des Obersts Picquart und Kenneth Colley den Hauptmann Dreyfus.[3]
- Die Handlung des autobiografischen Romans Papillon von Henri Charrière spielt auch auf der Teufelsinsel. Der Roman wurde im Jahre 1973 mit Steve McQueen und Dustin Hoffman in den Hauptrollen verfilmt. Gedreht wurde der Film allerdings auf Jamaika. 2017 entstand eine gleichnamige Neuverfilmung.
- 1939 spielte Boris Karloff, bekannt als Frankensteins Monster, einen unschuldig verurteilten Arzt in dem Film Die Teufelsinsel (Devil’s Island). Die drastische Darstellung der unmenschlichen Haftbedingungen veranlasste die französische Regierung, sich bei den USA über den Film zu beschweren; geändert wurde an den Haftbedingungen jedoch nichts.
- Die Michael-Curtiz-Komödie Wir sind keine Engel mit Humphrey Bogart, Aldo Ray und Peter Ustinov spielt ebenfalls auf der Teufelsinsel.
- Auch das Drama Flucht von der Teufelsinsel (Condemned) (1929) von Wesley Ruggles spielt hier.
- In der Episode 7 der Serie Agentin mit Herz wird die Insel als Verbannungsort für Königswitwen benannt. In der US-amerikanischen Serie Time Tunnel (Folge 9) wird dieses Thema ebenfalls verarbeitet.
- Im Frühjahr 1971 besuchte der Meeresforscher Hans Hass die Insel. Hass drehte hier einen Film über das Schicksal von Dreyfus, der dort vier Jahre lang festgehalten worden war, und über die abenteuerliche Flucht von Henri Charrière, der in seinem Buch Papillon behauptet hatte, er sei auf einem mit Kokosnüssen gefüllten Sack von der Teufelsinsel entflohen. Um den Wahrheitsgehalt dieser Aussagen zu überprüfen, sprang Hass vom selben Felsen in das Meer wie er, ließ sich ebenfalls mit einem aus Kokosnüssen gefertigten Floß im Meer treiben und an der Festlandküste in derselben Gegend im Morast versinken, wo nach den Erzählungen der mit Charrière geflohene Leidensgenosse aus dem Bagno den Tod fand. Obwohl gerade die Gegend um Cayenne als besonders „haiverseucht“ galt, geschah Hass nicht das Geringste. Hass tauchte sogar genau an derselben Stelle, an der die Gefängnisverwaltung viele Jahre lang ihre Leichen versenkt hatte, und bekam keinen einzigen Hai zu Gesicht. Möglicherweise hatte die Gefängnisverwaltung absichtlich das Gerücht von der Haigefahr verbreitet, um Sträflinge von der Flucht abzuhalten.[4]
- Im biographischen Roman Von der Teufelsinsel zum Leben. Das tragische Grenzländerschicksal des Elsässers Alfons Paoli Schwartz von 1932 schildert Paul Coelestin Ettighoffer dessen Strafaufenthalt auf der Teufelsinsel.